# Mathias Peter Kinateder
Mathias Peter Kinateder (* 2. Februar 1831 in Schauberg; † 9. April 1917 ebenda) war ein deutscher Landwirt und Politiker.

## Werdegang
Kinateder war als Landwirt in Schauberg im Bayerischen Wald ansässig. Seine politische Heimat war die Bayerische Patriotenpartei.
Am 21. Dezember 1871 rückte er als Nachfolger des verstorbenen Abgeordneten im Wahlbezirk Grafenau, Franz Xaver Greil, in die Kammer der Abgeordneten des Bayerischen Landtags nach, dem er zunächst bis zum Ende der Wahlperiode 1875 angehörte.
Ein zweites Mal rückte er am 21. Januar 1879 in der Nachfolge des ausgeschiedenen Franz Xaver Drechsler in den Landtag nach, dessen Mitglied er bis 1886 blieb.